# John Frederic Daniell
John Frederic Daniell (Londres, 12 de março de 1790 — Londres, 13 de março de 1845) foi um químico e físico britânico.

## Biografia
Daniell nasceu em Londres em 1790. Seu nome é mais conhecido devido a sua invenção: A Pilha de Daniell (Phil. Trans., 1836), uma bateria elétrica muito mais eficiente que as células voltaicas então disponíveis. Ele também inventou um higrômetro também conhecido pelo seu nome (Quar. Journ. Sci., 1820), e um pirômetro de registro (Phil. Trans., 1830). Em 1830, colocou um barômetro no corredor da Royal Society, com o qual realizou um grande número de observações (Phil. Trans., 1832). Em 1831 se tornou o primeiro professor de química do recém-fundado King's College de Londres. Em Nova York foi utilizado por um certo tempo uma técnica desenvolvida por Daniell para a fabricação de gás a base de trementina e resina.

## Publicações selecionadas
- Meteorological Essays (1823).
- Essay on Artificial Climate considered in its Applications to Horticulture (1824).
- Introduction to the Study of Chemical Philosophy (1839).

## Morte e homenagens
Daniell morreu repentinamente de apoplexia em Londres, enquanto participava de uma reunião de conselho da Royal Society, da qual ele se tornou um membro em 1813 e ministro das Relações Exteriores em 1839.
A cratera lunar Daniell é nomeada em sua honra.